# Adamivka, Berezivka
Adamivka (în ucraineană Адамівка) este un sat în comuna Ivanivka din raionul Berezivka, regiunea Odesa, Ucraina.

## Demografie
Componența lingvistică a localității Adamivka
     Ucraineană (83,01%)
     Română (8,22%)
     Rusă (6,85%)
     Alte limbi (1,36%)
Conform recensământului din 2001, majoritatea populației localității Adamivka era vorbitoare de ucraineană (83,01%), existând în minoritate și vorbitori de română (8,22%) și rusă (6,85%).